# Список вулканів Польщі
Нижче наведено список вулканів, що знаходяться на території Польщі.

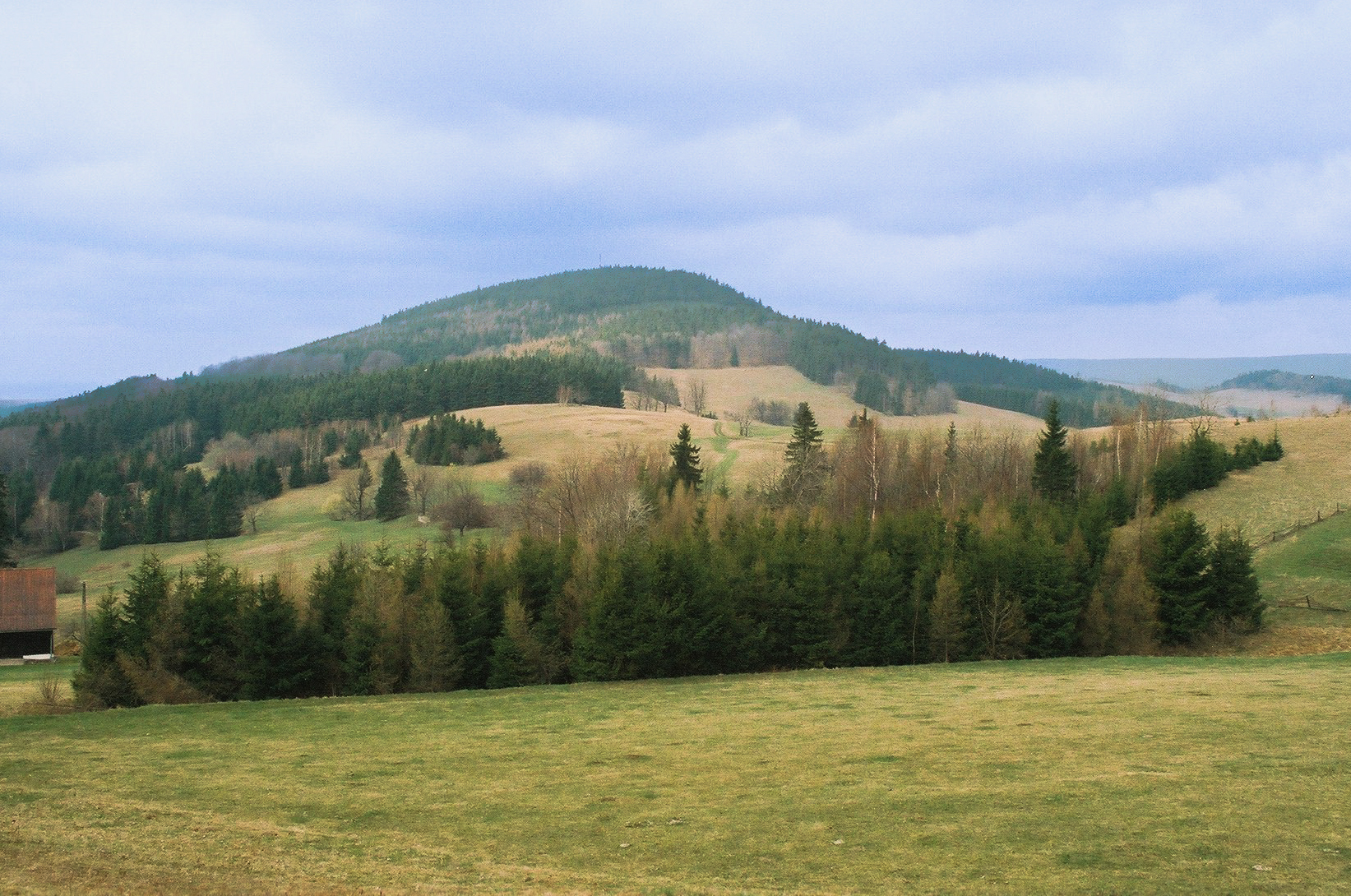
Вулкан Гроджин

| Назва      | Висота | Висота | Місце розташування                                                    | Останнє виверження        | Примітки                                                                                              |
| Назва      | Метры  | Футы   | Координати                                                            | Останнє виверження        | Примітки                                                                                              |
| Остшиця    | 501    | 1644   | 51°03′20″ пн. ш. 15°45′50″ сх. д. / 51.05556° пн. ш. 15.76389° сх. д. | від 3 до 4 млн років тому | Polish database of representative Geosites selected for the European Network — accessed July 29, 2007 |
| Гроджин    | 803    | 2635   | 50°24′50″ пн. ш. 16°20′00″ сх. д. / 50.41389° пн. ш. 16.33333° сх. д. | -                         | Polish Sudetes mountain range statistics — accessed August 4, 2007                                    |
| Вовча Гора | 373    | 1224   | 51°06′03″ пн. ш. 15°55′02″ сх. д. / 51.10083° пн. ш. 15.91722° сх. д. | Неоген                    | Polish database of representative Geosites selected for the European Network — accessed July 29, 2007 |